# Děsnej doják
Děsnej doják (v originále Date Movie) je americká komedie z roku 2006 parodující např. filmy Moje tlustá řecká svatba, Deník Bridget Jonesové, Titanic, Pravá blondýnka, Fotr je lotr, Pán prstenů, Mr. & Mrs. Smith, Pretty Woman, Kill Bill, Deník princezny 2 a další.

## Děj
Film začíná snem hlavní hrdinky Julie Jonesové, obézní dívky, o tom, že si bere Napoleona Dynamita. Sen se změní v noční můru, protože Napoleon jí začne nadávat. Julia se probudí a jde vše zapsat do svého deníku. Následuje scéna, kdy Julia vychází ze svého domu a tančí na ulici, aby zaujala nějakého muže. Její obezita ale všechny odrazuje, jeden se dokonce zastřelí.
Pak jde Julia do práce do řecké restaurace svého otce Franka, který chce, aby se vdala a vnucuje jí Nickyho, ošklivého a hloupého muže. Pak Julia potká Granta Jebala, který se do Julie zamiluje. Julii ale zavolá otec, ta se otočí, omylem udeří Granta konvicí, ten spadne na zem. Když se Julia otočí, vidí pouze prázdný stůl.
Julia se rozhodne navštívit Hitche, který jí má pomoci najít pravou lásku. Ten ji vezme do garáže, kde z ní udělají krásnou dívku. Pak se Julia dostane do televizní reality show, kde se seznámí s Grantem, který si ze všech dívek vybere právě ji. Vyhrají společnou večeři v restauraci s názvem Restaurace. Po večeři pozve Julia Granta domů a chce ho seznámit s rodiči.
V další scéně sedí Julia a Grant vedle sebe v domě Juliiných rodičů - Franka a Lindy. Mezi Grantem a Frankem vládne napětí. Nejhorší se stane, když Grant otevírá šampaňské a špunt trefí urnu Frankovy matky, z té vypadne kostra, se kterou se pokusí souložit kocour Jinxers.
Pak vezme Grant Julii do klenotnictví, kde naleznou Froda, Sama a Gandalfa z Pána prstenů. Frodo prodá Prsten za 50 dolarů, i když ho Gandalf přesvědčuje, že prsten může zničit všechno zlo. Grant pak požádá Julii o ruku, ta odpoví šťastně "ano".
Poté se jde Julia seznámit s Grantovými rodiči. Jeho otec Bernie provozuje bojové umění capuerta, jeho matka všem na potkání vykládá, že Grant přišel o panictví s jejich hospodyní-gayem. Frank neustále nutí Julii Nickyho.
Julia se další den seznámí s Grantovým svědkem - Andy. Nejdříve si myslí, že jde o muže, ale nakonec zjistí, že je to žena, atraktivnější než Julia, a navíc, že byli s Grantem ještě před třemi týdny zasnoubeni. Andy pomůže Julii s nákupy, ale ve skutečnosti chce Granta zpět. Julia dostane depresi a myslí si, že bude vždy tou tlustou ženou, kterou byla. Jde zpět k Hitchovi a řeknu mu o Andy. Ten jí řekne, že proti Andy nemá šanci, ale jestli má šanci, tak že bude nakonec vše v pořádku.
Přes další problémy je nakonec svatba naplánována. Ve svatební den se ale Julia probudí s velkým uhrem, kterého se zbaví, ale přijde pozdě na svatbu. Andy toho využije a řekne Grantovi, že ho miluje, ten ji ale odmítne s tím, že chce Julii. Andy ho ignoruje a políbí ho, to vidí Julia. Ta se vrátí do svého bytu, kde je obklopená květinami, dárky a dopisy od Granta. Julia mu ale nemůže odpustit a souhlasí s tím, že si vezme Nickyho. Julia pak ale vzpomíná na Granta, její vzpomínky vidí Frank a svatbu s Nickym zastaví. Ukáže Julii časopis s fotkou Granta a dopisem pro ni, ve kterém jí říká, že bude čekat na střeše domu, kde se potkali. Julia se tam vydá, ale zjistí, že Grant už tam není. Julia spadne dolů přímo do Grantových rukou. Nakonec se vezmou, oddávajícím je Hitch, svatby se zúčastní Andy a Nicky, kteří spolu začali chodit.